# 1076
1076 (MLXXVI) fue un año bisiesto comenzado en viernes del calendario juliano.

## Acontecimientos
- Al-Muqtadir de Zaragoza conquista la taifa de Denia.
- Jerusalén cae a manos de los selyúcidas.

## Nacimientos
- 4 de enero, Zhezong, séptimo emperador de la Dinastía Song de China.
- Pedro Alfonso. Escritor, teólogo y astrónomo español.

## Fallecimientos
- 4 de junio, Sancho Garcés IV, rey de Navarra, asesinado.
- Ramón Berenguer I, conde de Barcelona.